# Скот Пилгрим срещу света
„Скот Пилгрим срещу света“ (на английски: Scott Pilgrim vs. the World) е фентъзи екшън комедия от 2010 година, режисирана от Едгар Райт и базирана на илюстрованата поредица „Скот Пилгрим“ от Брайън Лий О'Мали.
Скот Пилгрим е 22-годишен канадски музикант от Торонто, който е безработен и свири в гаражна банда. Един ден той среща американката Рамона Флауърс, която се оказва момичето на мечтите му. За да могат да бъдат заедно обаче, Скот трябва да победи нейните „седем зли бивши“, които притежават свръхестествени способности.
Идеята за филма се ражда след издаването на първия комикс, „Безценният живот на Скот Пилгрим“. Райт се включва в проекта в началната му фаза като режисьор, и снимките започват през март 2009 година в Торонто. Първата му официална прожекция се състои на 27 юли 2010 на фестивала „Фантазия“, но е пуснат по кината Северна Америка на 13 август, като се прожектира в 2818 салона.
След първия уикенд на прожекции филмът се нарежда на 5-о място в американските боксофис-класации с приходи от $ 10,5 милиона. Въпреки добрите оценки на критиците и публиката, Скот Пилгрим срещу света се оказва неуспех от гледна точка на приходите, спечелвайки $31,5 милиона в Северна Америка и $ 16 милиона в останалия свят при бюджет от близо $85 милиона. Въпреки това филмът отбелязва значителен успех в продажбите на Blu-ray и се превръща в най-продавания филм на Amazon.com в първия ден от продажбите си.

## Създаване
След като Брайън Лий О'Мали завършва първия комикс от поредицата Скот Пилгрим, издателят му Они Прес се свързва с продуцента Марк Плат относно възможността за филмова адаптация. Юнивърсъл Студиос наемат Едгар Райт, току-що приключил работа по филма си Шон от мъртвите, да режисира филмовата адаптация. Първоначално О'Мали възприема идеята със смесени чувства – първоначалните му очаквания са, че „ще превърнат филма в екшън-комедия с някой актьор, когото мразя, но в крайна сметка не ме интересуваше. Тогава бях гладуващ артист и бях нещо от сорта на 'Моля ви, дайте ми някакви пари'“.
През май 2005 студиото назначава Майкъл Бакол да напише адаптиран сценарий. Бакол проявява интерес към написването на сценарий по Скот Пилгрим, изразявайки „силно усещане“ за историята и „съчувствие“ с героите. До януари 2009 става ясен актьорският състав за филма, вече получил заглавието Скот Пилгрим срещу света. Едгар Райт отбелязва, че О'Мали се обвързва силно с проекта и по-специално сценария още от самото начало, и дори допринася с писането на диалога и „изглаждането“ на някои от сцените. Добрата съвместна работа и дългият процес по разработването на проекта в крайна сметка стават причина някои реплики от различни версии на сценария да се озоват на страниците на 4-тата и 5-ата част от комикса.
Филмът обхваща материала от пет от графичните новели, понеже по време на издаването на шестата и седмата, продукцията на филма вече е била започнала. О'Мали дава идеи и насоки при направата на филма, но не изключва възможността краят му да бъде леко променен в сравнение с литературния материал, и дава на Райт и Бакол записките си по шестата новела докато текат снимките.
Прослушването за главните роли започва през юни 2008 година. Снимките на филма започват през март 2009 в Торонто и приключват по график през август. В първата версия, Скот и Найвс се събират отново в края на филма. Малко след това обаче излиза последната новела от поредицата, в която Скот се събира с Рамона. Тъй като реакциите на публиката в пробни прожекции са негативни към първия край, създателите на филма решават да променят сценария така, че да съответства с новелата.
За създаването на филма са отпуснати $85 – 90 милиона, но тази цифра е сведена до $60 милиона след данъчни отстъпки. Юнивърсъл прави разчети за 60-милионен бюджет преди самите отстъпки.

## Актьорски състав
Едгар Райт бива убеден в способностите на актьорския си екип още от началото на филма, казвайки: "Както в Горещи палки, тук имаме страхотни хора за всеки един момент от филма. Най-хубавото е, че имаме известни хора като Майкъл [Сера] и Джейсън [Шуорцман], изгряващи актьори като Ана Кендрик, Обри Плаза и Бри Ларсън, заедно с доста по-неизвестни имена". Юнивърсъл не създават проблеми на Райт за съчетанието му на известни с по-неизвестни актьори. Райт избира Сера за главната роля, след като проследява представянето му в сериала Arrested development, търсейки „актьор, който публиката ще следва дори да е в ролята на тъповат герой“. Режисьорът съгласува всичките си избори за актьорите с Брайън Лий О'Мали по време на прослушванията. Райт обаче избира Мери Елизабет Уинстед за ролята две години преди началото на снимките, описвайки я като "лъчезарна личност, за която би било интересно да бъде видяна в една своя „счупена“ версия. Тя е страхотна във филма, защото предизвиква целия хаос, докато в същото време остава здраво стъпила на краката си."

### Основни персонажи
- Майкъл Сера като Скот Пилгрим – млад канадски музикант, бас-китарист и безделник;
- Мери Елизабет Уинстед като Рамона Флауърс – мистериозна американка, която работи като доставчик за сайта Амазон в Торонто;
- Кийран Кълкин като Уолъс Уелс – 25-годишният съквартирант-гей и най-добър приятел на Скот;
- Елън Уонг като Найвс Чау – 17-годишна гимназистка, с която Скот има връзка преди да срещне Рамона;[23]
- Алисън Пил като Ким Пайн – барабанистка на „Sex Bob-omb“ и бивша приятелка на Скот;
- Марк Уебър като Стивън Стилс – вокал на бандата;
- Джони Симънс като Нийл Нордеграф – самообявил се за най-голям фен на „Sex Bob-omb“ и заместник на Скот след като той напуска бандата;
- Ана Кендрик като Стейси Пилгрим – 18-годишната сестра на Скот
- Бри Ларсън като Енви Адамс – една от бившите приятелки на Скот и вокал на групата „The Clash at Demonhead“.[23]
- Обри Плаза като Джули Пауърс – раздразнителната и често псуваща бивша приятелка на Стивън;

### Лига на злите бивши
- Сатя Баба като Матю Пател – първият „зъл бивш“ на Рамона, който умее да прави огнени кълба и да лети;
- Крис Евънс като Лукас Лий – вторият „зъл бивш“, успешен скейтър и филмова звезда;
- Брандън Раут като Тод Инграм – агресивен вегетарианец с телекинетични способности;
- Мей Уитман като Рокси Рихтър – обсесивна лесбийка с умения на нинджа;
- Шота Сайто като Кайл Катаянаги и
- Кейта Сайто като Кен Катаянаги – популярни японски музиканти-близнаци;
- Джейсън Шуорцман като Гидиън Грейвс – мениджър на Chaos Theatre, спонсор на „Sex Bob-omb“ и „мозъкът“ зад „Лигата на злите бивши“.

## Награди и номинации
| Награда            | Категория                                    | Номиниран(и)                                 | Резултат  |
| ------------------ | -------------------------------------------- | -------------------------------------------- | --------- |
| Сателит            | Най-добър филм – мюзикъл или комедия         | Най-добър филм – мюзикъл или комедия         | награда   |
| Сателит            | Най-добър актьор в мюзикъл или комедия       | Майкъл Сера                                  | награда   |
| Сателит            | Най-добри декори                             | Найджъл Чърчър и Маркъс Роуланд              | номинация |
| Сателит            | Най-добър адаптиран сценарий                 | Едгар Райт и Майкъл Бакол                    | номинация |
| Награда „Хюго“     | Най-добро сценично представяне (дълга форма) | Най-добро сценично представяне (дълга форма) | номинация |
| Награда „Бредбъри“ | Награда „Бредбъри“                           | Едгар Райт и Майкъл Бакол                    | номинация |
| Сатурн             | Най-добър фентъзи филм                       | Най-добър фентъзи филм                       | номинация |

## Цитати
- Скот: Уолъс! [събужда го]
- Скот: Какъв е уеб-адресът на Amazon.ca ?
- Уолъс: „Amazon.ca“.
- Скот: Трябва да си поръчам нещо много яко.
- Компютър: Имате поща.
- Скот: Пич, това нещо твърди, че имам поща.
- Уолъс: Удивително е какво могат да правят компютрите в наши дни...
- Скот: Пич, сега го чета.
- Уолъс: Много се радвам за теб.
- Скот: [чете] Скъпи г-н Пилгрим, наясно съм, че скоро ще се бием. Казвам се Матю Пател, и...дрън-дрън-дрън...честно предупреждение...ръка в ръка...седем зли...дрън-дрън. [гледа монитора втренчено] Това е...това е...това е...
- Уолъс: Какво??
- Скот: Това е тъъпоо. Из-три-вам.